# Cotylopus rubripinnis
Cotylopus rubripinnis é uma espécie de peixe da família Gobiidae e da ordem Perciformes.

## Morfologia
- Os machos podem atingir 4,8 cm de comprimento total e as fêmeas 4,94.[4]

## Habitat
É um peixe de água doce, de clima tropical e bentopelágico.

## Distribuição geográfica
É encontrado em África: nas Comores e Mayotte.

## Observações
É inofensivo para os humanos.